# قرد جنوبي عفاري
أوسترالوبيثيكوس أفارينيسيس (بالإنجليزية: Australopithecus afarensis)‏ هو أحد اسلاف الإنسان المنقرضة التي عاشت بين 3.9 و 2.9 مليون سنة ماضية.
يشبه أوسترالوبيثيكوس الأفريقي الصغير، الحفرية الأكثر شهرة لأفارينيسيس هو الهيكل العظمي الجزئي المسمى لوسي عمره ما يقارب (3.2 مليون سنة) وجد من قبل دونالد جوهانسون وزملائه، تتميز أفارينيسيس بأنها واسعة الحوض وقدمها مقوسة وذراعيها طويلتان تصلان إلى ما يقارب 500-600 سم. العديد من بقايا أوسترالوبيثيكوس أفارينيسيس وجدت في شرق أفريقيا.

## الموقع
اكتُشفت حفريات أوسترالوبيثيكوس أفارينيسيس في شرق أفريقيا فقط. وعلى الرغم من أن لاتولي هي المكان الأول الذي عرفت فيه عينة الأوسترالوبيثيكوس أفارينيسيس، إلا أن البقايا الأخرى المحدِدة للأنواع موجودة في هدار (إقليم عفار بأثيوبيا). تشمل المواقع الأخرى التي تحمل بقايا اوسترالو بيثيكوس أفارينيسيس أومو وماكا وفيجي وبلوهديلي في إثيوبيا، وكوبي فورا ولوثاجام في كينيا.

## التشريح

### سمات القحف والحجم الدماغي
مقارنة بالقردة الحديثة والمنقرضة، فإن اوسترالوبيثيكوس أفارنيسيس له أنياب وضروس أقل حجمًا، ولكنها لاتزال أكبر نسبيًا من البشر المعاصرين. كما أن له حجم دماغ صعير نسبيًا (حوالي 380-430 سم3)، ووجه به الفكان بارزان.

### التشكل والهيكل العظمي
هناك جدل كبير حول السلوك الحركي لأوسترالوبيثيكوسس أفارنيسيس حيث تشير بعض الدراسات أنه كان يمشي على قدمين فقط تقريبًا، بينما تقترح دراسات أخرى أنه كائن شجري يسكن الأشجار. تشير معظم الدراسات إلى أن تشريح اليدين والقدمين ومفاصل الكتف تدل على أنه كائن شجري؛ حيث أن شكل لوح الكتف يشبه القرد ويختلف تمامًا عن البشر المعاصرين.
يشبه الانحناء الموجود في عظام أصابع اليد والقدم (السلاميات) إلى حد كبير تلك الموجودة في قرود العصر الحديث، ويشير إلى قدرتهم على التسلق. على عكس ذلك، يشير فقدان إصبع القدم الكبير وبالتالي فقد قدرته على الأمساك باستخدام القدم إلى أن أوسترالوبيثيكوس أفرانيسيس لم يعد متكيفًا مع التسلق.
في علم التشريح الكلي، يشبه عظم الحوض لدى أوسترالوبيثيكوس أفرانيسيس كثيرًا عظم الحوض عند البشر بدرجة أكبر من تشابهه مع عظم الحوض الموجود في القردة. تكون الشفرات الحرقفية قصيرة وعريضة، ويكون العجز عريضًا ويقع مباشرة خلف مفصل الورك. على الرغم من أن الحوض لا يشبه ذلك الموجود في الأنسان بشكل متطابق تمامًا، إلا أن هذه السمات تشير إلى بنية قد شكلت لاستيعاب درجة كبيرة من ثنائية الحركة. الأهم من ذلك، عظم الفخذ له زوايا نحو الركبة من الورك، وهذه السمة قد سمحت للقدم بالاقتراب من خط الوسط في الجسم، وهو مؤشر قوي على الحركة الثنائية المعتادة. تتميز القدمين أيضًا بأصابع كبيرة مما يحد بشكل كبير قدرتها على التسلق بأطرافها الخلفية، كما يئدي فقدان الأطراف الخلفية الممسكة إلى زيادة خطر سقوط الرضيع؛ حيث تمسك الرئيسيات عادة أمهاتها بينما تقوم الأم بأعمالها اليومية. وبدون المجموعة الثانية من أطرافه الممسكة، لا يمكن للرضيع أي يحافظ على قبضته القوية، وعلى الأرجح يجب أن يُمسَك بمساعدة الأم، وهذا سوف يضاعف مشكلة حمل الرضيع إذا اضطرت الأم أيضًا إلى تسلق الأشجار.
تشير المحاكاة الحاسوبية التي تستخدم النماذج الديناميكية لخصائص القصور الذاتي وعلم الحركة المجردة إلى أن أوسترالوبيثيكوس أفارنيسيس كان قادرًا على المشي بنفس الطريقة التي يسير بها الإنسان الحديث، مع مشية منتصبة طبيعية أو مع الوركين والركبتين المثنيتين، لكن لم يستطع المشي بنفس طريقة الشمبانزي. كان المشي المستقيم أكثر كفاءة من المشي الذي تنثني فيه الركبة والورك، والذي كانت سيستهلك ضعف الطاقة.
ربما كان الأفارنسيس يمشي بفاعلية على قدمين في المسافات القصيرة، ويشير تباعد آثار أقدام الأقدام في لاتولي إلى أنهم كانوا يمشون بسرعة 1.0 م / ث أو أكثر، وهو ما يتناسب مع سرعات المشي في المدن البشرية الصغيرة. ومع ذلك، يمكن التشكيك في هذا الأمر، حيث تشير اكتشافات عظام القدم في أوسترالوبيثكس إلى أن آثار لاتولي ربما لم تكن قد صُنعت بواسطة أوسترالوبيثكوس. كثير من العلماء يشككون أيضًا في أمر الحركة الثنائية، ويجادلون بأنه حتى لو كان الأوسترالوبيثيكوس بالفعل يسير على قدمين، فهو لم يسير بنفس الطريقة التي يسير بها البشر.
على الرغم من ذلك، فإن وجود آلية لقفل المعصم قد يوحي بأنهم يشاركون في المشي المفصلي. (ومع ذلك، فقد تم التشكيك في هذه الاستنتاجات على أساس التحليل الدقيق للمشي المفصلي ومقارنة عظام الرسغ في أنواع مختلفة من الرئيسات). يتم توجيه مفصل الكتف أيضًا نحو الجمجمة بشكل أكثر من الموجود في البشر المعاصرين، وبطريقة مشابهة لتلك الموجودة في القرود الحالية. هذا بجانب الأذرع الطويلة نسبيًا، يُعتقد أن الأفارينسيس كان يعكس قدرة عالية على استخدام الذراع فوق الرأس في سلوك التسلق. علاوة على ذلك، تكشف عمليات مسح الجماجم عن تشكل متاهة القناة والعظم، وهي ليست داعمة للتنقل ذو الحركة الثنائية السليم.
أظهرت الدراسات التي أجريت على حيوانات الأورانجوتان الحديثة في سومطرة أن هذه القرود تستخدم أربعة أرجل عند المشي على أغصان كبيرة وثابتة وعندما تتأرجح أسفل الفروع الأصغر قليلاً، ولكنها تستخدم قدمين وتحافظ على أرجلها مستقيمة للغاية عند استخدام عدة فروع صغيرة ومرنة يقل قطرها عن 4 سم، كما تستخدم أذرعها أيضًا لتحقيق التوازن ودعم إضافي.
أثرت تغيرات المناخ منذ حوالي 11 إلى 10 ملايين سنة على الغابات في شرق ووسط أفريقيا، مما أدى إلى فترات منعت فيها فتحات في أراضي الغابات السفر عبر ظُلّة الأشجار. خلال مثل هذه الأوقات، كان من الممكن أن يتبنى أشباه البشر سلوك المشي المستقيم للسفر على الأرض بشكل متزايد، بينما استمر أسلاف الغوريلا والشمبانزي في التخصص في تسلق جذوع الأشجار العمودية والنباتات المتسلقة مع وضع ينثني فيه مفصل الفخذ والركبتين، وسيؤدي هذا التطور داخل بيئة القردة العليا إلى أن أوسترالوبيثيكوس أفارنيسيس ستتكيف مع الحركة الثنائية المستقيمة من أجل سفر واسع النطاق على الأرض، مع استمرار استخدام أذرعها لتسلق الأشجار الصغيرة بشكل جيد. ومع ذلك، فإن أشباه البشر وأسلاف الشمبانزي والغوريلا كانوا الأقرب، وتبادلوا السمات التشريحية بما في ذلك عظم الرسغ المندمج، مما قد يوحي بأن المشي باستخدام المفصل كان يستخدم لفترة من الزمن من قبل أسلاف الإنسان.

## السلوك
واحدة من أفضل مؤشرات السلوك الاجتماعي في الأنواع الأحفورية المنقرضة هي أنماط الفروق في الحجم بين الذكور والإناث (مثنوية الشكل الجنسية)، حيث من خلال المقارنة بين السلوكيات والقردة الحديثة وغيرها من الحيوانات، يمكن استنتاج السلوكيات الإنجابية والبنية الاجتماعية في أوسترالوبثيكوس أفارنيسيس. إذا تم تطبيق الملاحظات على العلاقة بين ازدواج الشكل الجنسي وهيكل المجموعة الاجتماعية من الغوريلا الحديثة على أوسترالوبيثيكوس أفارنيسيس، فربما تكون هذه المخلوقات قد عاشت في مجموعات عائلية صغيرة تحتوي على ذكر مهيمن واحد وعدد من الإناث المربية.
لفترة طويلة، لم ترتبط أي أدوات حجرية معروفة بـأوسترالوبيثيكوس أفارنيسيس، ويعتقد علماء الحفريات القديمة أن القطع الأثرية الحجرية تعود فقط إلى حوالي 2.5 مليون سنة. ومع ذلك، تشير دراسة أجريت عام 2010 إلى أن أنواع أشباه البشر أكلت اللحوم عن طريق نحت جثث الحيوانات بأدوات حجرية. هذا الاكتشاف يدفع الاستخدام المبكر المعروف للأدوات الحجرية بين البشر إلى حوالي 3.4 مليون سنة.

## عينات من أوسترالوبيثيكوس أفارنيسيس
- LH 4: عينة نمطية من أوسترلوبيثيكوس أفارنيسيس لفك بالغ وُجد في موثع لايتولي بتنزانيا.[15]

- AL 129-1: اكتُشف أول مفصل ركبة لأوسترالوبيثيكوس أفارنيسيس في فوفمبر 1973 بواسطة دونالد جوهانسون في مثلث العفر بإثيوبيا.
- AL 200-1: عثر على الحنك العلوي مع الأسنان في أكتوبر 1974.
- AL 288-1: تم اكتشاف أول هيكل عظمي من نوع أوسترالوبيثيكوس أفارنيسيس في 24 نوفمبر 1974 بالقرب من هدار في إثيوبيا، بواسطة توم غراي ومشاركة دونالد جوهانسون.[16]
- AL 333: في عام 1975 -أي بعد عام من اكتشاف لوسي- اكتشف فريق دونالد جوهانسون موقعًا آخر في هادار تضمن أكثر من 200 عينة أحفورية من 13 فردًا على الأقل، من البالغين والشبان. يشار إلى هذا الموقع باسم «العائلة الأولى». تشير الميل الوثيق للبقايا إلى أن جميع الأفراد ماتوا في نفس الوقت، وهو اكتشاف فريد من نوعه.[17]
- AL 444-2: وُجدت جمجمة ذكر في هادار عام 1992. كانت هذه أول جمجمة كاملة عثر عليها من أوسترالوبيثيكوس أفرانيسيس حينذاك.
- سلام: في عام 2000، اكتُشفت هيكل عظمي لامرأة أوسترالوبيثيكوس أفارنيسيس تبلغ من العمر3 سنوات، والتي كانت تتكون من الجمجمة والجذع بالكامل ومعظم أجزاء الأطراف. عثر عليها في ديكيكا بإثيوبيا على بعد بضعة أميال من المكان الذي عثر فيه على «لوسي».[18]